# سلوبودا أوزيس
سلوبودا أوزيس (بالصربية: Фудбалски клуб Слобода Ужице) هو نادي كرة قدم صربي محترف من أوزيتشى. يلعب حاليًا في الدوري الصربي الأول الدرجة الثانية لكرة القدم الصربية.